# René Étienne Henry Gayault de Boisbertrand
 (avril 2023).
Si vous disposez d'ouvrages ou d'articles de référence ou si vous connaissez des sites web de qualité traitant du thème abordé ici, merci de compléter l'article en donnant les références utiles à sa vérifiabilité et en les liant à la section « Notes et références ».
René Étienne Henry Gayault de Boisbertrand (né le 29 décembre 1747 à Bourges et mort le 1er janvier 1823 à Paris) est un militaire français, fils d'Étienne Henry Gayault de Vic, un des premiers français à rejoindre la Guerre d'indépendance des États-Unis.

## Biographie
Il est lieutenant-colonel dans l'armée française, prévôt général de la maréchaussée du Berry en 1772. Persuadé par Pierre Penet et Jacques Barbeu-Dubourg de rejoindre l'armée américaine et de transporter des cargaisons d'armes pour le Congrès américain, il obtient  un congé de deux ans. Il va à Nantes, où il attend un bateau pendant plus de deux mois. 
Il inspecte alors des armes fournies par Monthieu et La Tuillerie' (pseudonyme de l'entrepreneur de la Manufacture de Saint-Etienne) à Pierre Penet, dont certaines se trouvent être défectueuses. En octobre 1776, il navigue à bord de Hancock and Adams en compagnie de Joseph Coulaux, l'associé de Penet, qui convoie les armes. Le navire se fait arrêter par un convoi privé américain. Arrivés à New Bedford en tant que prisonnier, ils sont promptement libérés. Début novembre, ils sont reçus par le Congrès du Massachusetts et voyagent à Philadelphie aux frais du gouvernement, afin de rencontrer le Congrès des colonies insurgées. 
Puis il rejoint l'armée du Général Lee dans le New Jersey, où presque immédiatement il est blessé et capturé en décembre 1776.
Emprisonné pendant deux mois à New York, il est envoyé en Angleterre et emprisonné à Forton. Il s'échappe en juillet 1778, et retourne en France. Il est chevalier de Saint Louis en 1788.